# Estancia de Paquisihuato
Estancia de Paquisihuato är en ort i Mexiko.   Den ligger i kommunen Maravatío och delstaten Michoacán de Ocampo, i den sydöstra delen av landet, 140 km väster om huvudstaden Mexico City. Estancia de Paquisihuato ligger 2 167 meter över havet och antalet invånare är 228.
Terrängen runt Estancia de Paquisihuato är huvudsakligen kuperad, men åt sydost är den platt. Terrängen runt Estancia de Paquisihuato sluttar söderut. Runt Estancia de Paquisihuato är det ganska tätbefolkat, med 96 invånare per kvadratkilometer. Närmaste större samhälle är Maravatío, 13,8 km väster om Estancia de Paquisihuato. I omgivningarna runt Estancia de Paquisihuato växer huvudsakligen savannskog.